# Chinkali

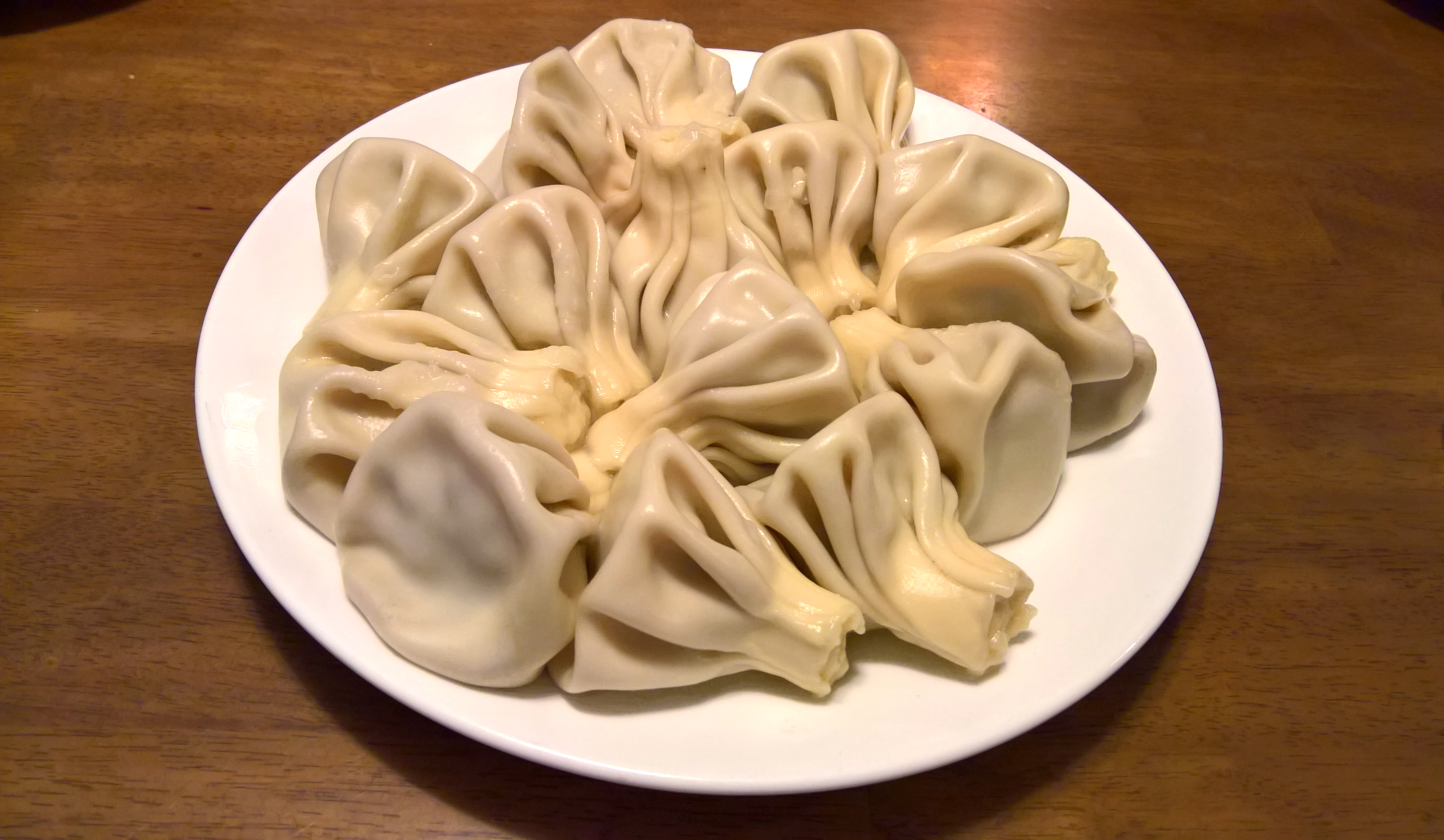
Chinkali auf einer Servierplatte

Chinkali (georgisch ხინკალი, Ausspracheⓘ) sind eine georgische Spezialität. Es handelt sich um gefüllte Teigtaschen. Die gekochten Teigtaschen werden mit verschiedenen Füllungen angeboten, hauptsächlich mit Hackfleisch. Das Gericht stammt ursprünglich aus dem georgischen Hochgebirge. Die Städte Duscheti, Passanauri und Mzcheta sind für die Qualität ihrer Chinkali bekannt.

## Zubereitung

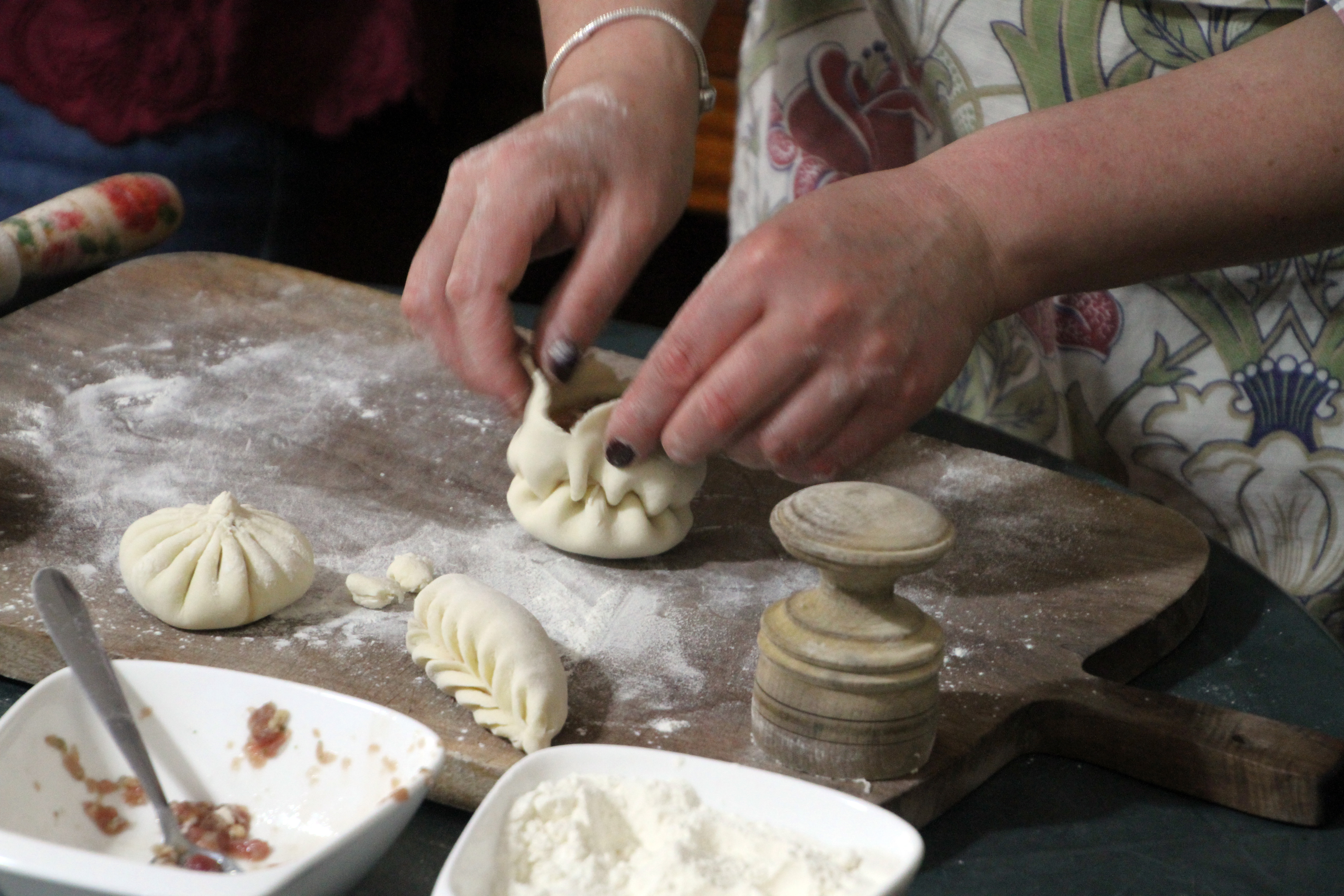
Formen der Chinkali

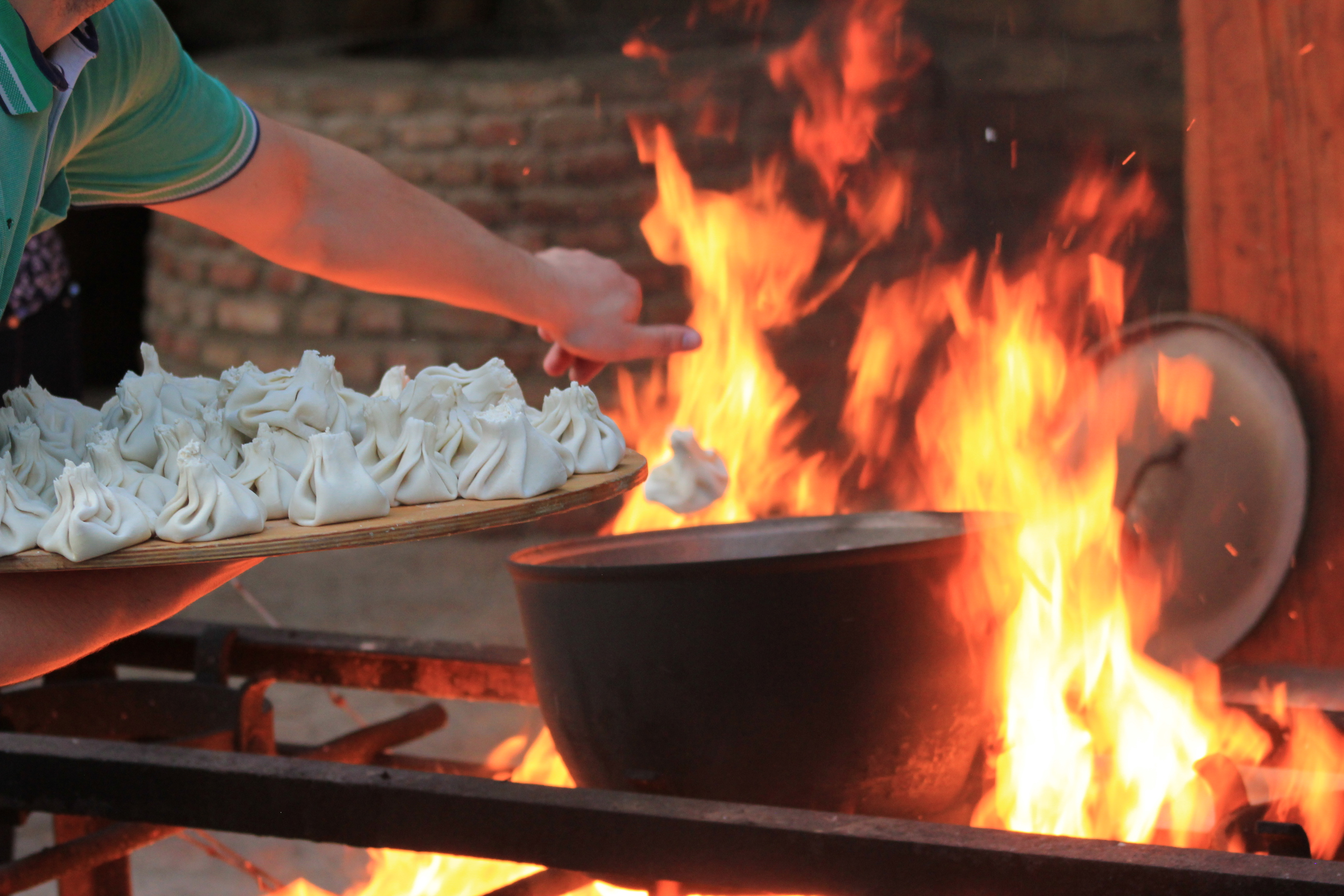
Zubereitung von Chinkali

Rinder- oder Schweinehack wird mit Zwiebeln, Knoblauch, Pfeffer und Salz gemischt. Oft wird frischer Koriander, Petersilie oder Kümmel zugegeben. Andere Chinkali werden mit Käse und Schmand gefüllt.
Der Teig besteht aus Mehl, Wasser, Salz und evtl. Ei. Die Füllung wird auf kreisrunde Teigscheiben gegeben, der Teigrand anschließend in Falten gelegt und über der Füllung geschlossen. Sie werden in Salzwasser gegart und mit zerlassener Butter sowie grobem schwarzem Pfeffer serviert. Je nach Region haben Chinkali unterschiedlich viele Falten.
Chinkali werden von Hand gegessen. Dabei greift man zur Spitze der Teigtasche (georgisch kudi "Hut"), die kühler ist als der Inhalt. Man beißt etwas Teig ab und trinkt den Saft aus der Tasche, dann isst man den Rest. Weil die Spitze hart ist, wird sie nicht mitgegessen, sondern zur Seite gelegt. Am Ende der Mahlzeit kann gezählt werden, wie viele Teigtaschen jeder Esser geschafft hat.